# Nikola Stojiljković
Nikola Stojiljković (en serbe en écriture cyrillique : Никола Стојиљковић), né le 17 août 1992 à Niš en Yougoslavie, est un footballeur international serbe. Il joue au poste d'attaquant à Al-Kholood Club.

## Biographie

### Rad Belgrade
Né à Niš, Nikola joue dans les équipes de jeunes du Partizan Belgrade et du Rad Belgrade avec qui il joue son premier match professionnel en SuperLiga le 30 mai 2009. En 3 saisons, Nikola joue 28 matchs et marque 5 buts sous les couleurs du Rad Belgrade.

### FK Čukarički
Le 18 janvier 2013, Nikola signe au FK Čukarički alors en Prva liga. Il participe grandement à la montée du club en SuperLiga grâce à ses 8 buts en 14 matchs. La saison suivante il inscrit 7 buts en 30 matchs de SuperLiga qui permet à l'équipe de se qualifier en Ligue Europa. Il réalise sa meilleure saison en 2014-2015 lors de laquelle il finit meilleur buteur du club avec 14 buts en 38 matchs dont deux en Ligue Europa 2014-2015 où il marque le but de la victoire contre le SV Grödig. Il gagne aussi la Coupe de Serbie qui est le premier titre majeur du FK Čukarički.

### SC Braga
Le 8 août 2015, Nikola signe un contrat de cinq ans au SC Braga. Il fait ses débuts huit jours plus tard contre le CD Nacional en remplaçant Rodrigo Pinho.

## Statistiques
| Saison                | Club                            | Championnat           | Championnat | Championnat | Coupe(s) nationale(s) | Coupe(s) nationale(s) | Compétition(s) continentale(s) | Compétition(s) continentale(s) | Compétition(s) continentale(s) | Total | Total |
| Saison                | Club                            | Division              | M.          | B.          | M.                    | B.                    | Comp.                          | M.                             | B.                             | M.    | B.    |
| 2008-2009             | Rad Belgrade                    | SuperLiga             | 1           | 0           | -                     | -                     | -                              | -                              | -                              | 1     | 0     |
| 2009-2010             | Rad Belgrade                    | SuperLiga             | 1           | 0           | -                     | -                     | -                              | -                              | -                              | 1     | 0     |
| 2010-2011             | Rad Belgrade                    | SuperLiga             | 4           | 0           | -                     | -                     | -                              | -                              | -                              | 4     | 0     |
| 2011-2012             | Rad Belgrade                    | SuperLiga             | 19          | 5           | 1                     | 0                     | C3                             | 1                              | 0                              | 21    | 5     |
| 2012-2013             | Rad Belgrade                    | SuperLiga             | 1           | 0           | -                     | -                     | -                              | -                              | -                              | 1     | 0     |
| Sous-total            | Sous-total                      | Sous-total            | 26          | 5           | 1                     | 0                     | -                              | 1                              | 0                              | 28    | 5     |
| 2012-2013             | FK Čukarički                    | Prva Liga             | 14          | 8           | -                     | -                     | -                              | -                              | -                              | 14    | 8     |
| 2013-2014             | FK Čukarički                    | SuperLiga             | 28          | 7           | 2                     | 0                     | -                              | -                              | -                              | 30    | 7     |
| 2014-2015             | FK Čukarički                    | SuperLiga             | 28          | 9           | 6                     | 3                     | C3                             | 4                              | 2                              | 38    | 14    |
| 2015-2016             | FK Čukarički                    | SuperLiga             | 3           | 2           | -                     | -                     | C3                             | 3                              | 1                              | 6     | 3     |
| Sous-total            | Sous-total                      | Sous-total            | 73          | 26          | 8                     | 3                     | -                              | 7                              | 3                              | 88    | 32    |
| 2015-2016             | Sporting Braga                  | Primeira Liga         | 31          | 10          | 9                     | 2                     | C3                             | 6                              | 3                              | 46    | 15    |
| 2016-2017             | Sporting Braga                  | Primeira Liga         | 24          | 5           | 5                     | 2                     | C3                             | 5                              | 2                              | 34    | 9     |
| 2017-2018             | Sporting Braga                  | Primeira Liga         | 2           | 0           | -                     | -                     | C3                             | 3                              | 1                              | 5     | 1     |
| Sous-total            | Sous-total                      | Sous-total            | 57          | 15          | 14                    | 4                     | -                              | 14                             | 6                              | 85    | 25    |
| 2017-2018             | Kayserispor (prêt)              | Süper Lig             | 13          | 2           | 4                     | 0                     | -                              | -                              | -                              | 17    | 2     |
| Sous-total            | Sous-total                      | Sous-total            | 13          | 2           | 4                     | 0                     | -                              | -                              | -                              | 17    | 2     |
| 2018-2019             | Étoile rouge de Belgrade (prêt) | SuperLiga             | 7           | 3           | 2                     | 2                     | C1                             | 6                              | 0                              | 15    | 5     |
| Sous-total            | Sous-total                      | Sous-total            | 7           | 3           | 2                     | 2                     | -                              | 6                              | 0                              | 15    | 5     |
| 2019                  | RCD Majorque (prêt)             | Segunda División      | 4           | 0           | 0                     | 0                     | -                              | -                              | -                              | 4     | 0     |
| Sous-total            | Sous-total                      | Sous-total            | 4           | 0           | 0                     | 0                     | -                              | 0                              | 0                              | 4     | 0     |
| 2019-2020             | Boavista FC (prêt)              | Primeira Liga         | 24          | 2           | 1                     | 0                     | -                              | 0                              | 0                              | 25    | 2     |
| Sous-total            | Sous-total                      | Sous-total            | 24          | 2           | 1                     | 0                     | -                              | 0                              | 0                              | 25    | 2     |
| Total sur la carrière | Total sur la carrière           | Total sur la carrière | 204         | 53          | 30                    | 9                     | -                              | 28                             | 9                              | 262   | 71    |

## Palmarès
- FK Čukarički
  - Vainqueur de la Coupe de Serbie en 2015
- SC Braga
  - Vainqueur de la Coupe de Portugal en 2016
  - Finaliste de la Coupe de la Ligue portugaise en 2017